# Katja Havemann
Katja Havemann (geborene Annedore Grafe; * 30. November 1947) ist eine deutsche Bürgerrechtlerin und Autorin.

## Leben
Während ihrer Ausbildung zur Heimerzieherin in Ost-Berlin suchte Havemann Ende der 1960er Jahre Verbindung zu Kreisen SED-kritischer Künstler und Schriftsteller. Ihren späteren Mann, den Physikochemiker, politischen Publizisten und Bürgerrechtler Robert Havemann (1910–1982), lernte sie 1970 in der Wohnung des von der DDR-Führung unterdrückten kritischen Liedermachers Wolf Biermann kennen. Sie heirateten 1974 kurz nach der Geburt ihrer Tochter Franziska (* 1973).
Katja Havemann unterstützte ihren Mann bei seiner Arbeit als politischer DDR-Schriftsteller, der sich trotz der Überwachung und Schikanen (u. a. Hausarrest von 1976 bis 1979) durch das Ministerium für Staatssicherheit in zahlreichen kritischen Schriften und Äußerungen in westlichen Medien gegen den Alleinherrschaftsanspruch der SED in der DDR wandte. Diesen lehnte er als dogmatisch und undemokratisch ab.
Havemann knüpfte im Laufe der Jahre zahlreiche eigene Verbindungen in der DDR-Opposition. Nach dem Tod ihres Mannes setzte sie ihre politische Arbeit gegen das SED-Regime fort. Sie gehörte 1982 zu den Gründerinnen der Frauen für den Frieden in der DDR (gemeinsam u. a. mit Ulrike Poppe und Bärbel Bohley) und war Mitglied der Initiative Frieden und Menschenrechte (von 1986 an).
Am 10. September 1989 wurde auf gemeinsame Initiative von Havemann, Bärbel Bohley und Rolf Henrich auf dem Havemannschen Grundstück in Grünheide bei Berlin die Bürgerbewegung Neues Forum gegründet, die in den folgenden Monaten maßgebliche Impulse zu der friedlichen Revolution gab, die letztlich zum Ende der SED-Herrschaft und schließlich zur deutschen Wiedervereinigung führte.
Im September 1990 nahm Katja Havemann an der demonstrativen Besetzung der Gebäude des aufgelösten Ministeriums für Staatssicherheit in Ost-Berlin teil, deren Ziel die geregelte Sicherung und Öffnung dessen Archivs zur individuellen und gesellschaftlichen Aufarbeitung und Erforschung des SED-Machtapparats war.
Im Laufe der frühen 90er Jahre zog sich Katja Havemann aus der Politik zurück, beteiligte sich aber mit anderen DDR-Zeitzeugen am Engagement gegen die Verschleierungsstrategien früherer Staatssicherheits-Mitarbeiter und bemühte sich darum, insbesondere im Zusammenhang mit der Debatte um die mutmaßlichen Verstrickungen des früheren SED-, dann PDS- und heutigen Linke-Politikers Gregor Gysi, der Robert und Katja Havemann in der DDR als Anwalt vertreten hatte, Transparenz zu schaffen.
Katja Havemann war von 1995 bis 2000 vor den Landgerichten in Frankfurt/Oder und Neuruppin die wichtigste Belastungszeugin in den beiden Strafprozessen gegen die DDR-Juristen, die ihren Mann unter Einfluss der SED und teils auf Weisung der Staatssicherheit 1976 und 1979 wegen „Störung der öffentlichen Ordnung und Sicherheit“ zu Hausarrest und wegen „Devisenvergehens“ im Zusammenhang mit seinen Publikationen bei westlichen Verlagen zu einer Geldstrafe verurteilt hatten. Die Prozesse endeten mit Bewährungsstrafen wegen Rechtsbeugung gegen zwei ehemalige Staatsanwälte.

## Auszeichnungen
- Bundesverdienstkreuz 1. Klasse (8. Oktober 1995)[1]

## Schriften
- mit Bärbel Bohley, Jürgen Fuchs, Rolf Henrich, Ralf Hirsch, Reinhard Weißhuhn u. a.: 40 Jahre DDR. …und die Bürger melden sich zu Wort, Frankfurt a. M. 1989
- mit Irena Kukutz: Geschützte Quelle: Gespräche mit Monika H. alias Karin Lenz, Berlin 1990
- Das können die sich nicht erlauben. In: Wolf Biermann und andere Autoren: Die Ausbürgerung. Hrsg.: Fritz Pleitgen; 2001, ISBN 3-89834-044-9, S. 155 ff.
- mit Joachim Widmann: Robert Havemann oder Wie die DDR sich erledigte, Berlin/München 2003